# 臺中市立北新國民中學
臺中市立北新國民中學簡稱為北新國中，是一所位於臺中市北屯區的國民中學，創校於1965年8月。前身為第六國中，是臺中市內唯一擁有游泳池的公立國中。

## 校史
- 1964年8月，臺中市政府派張廖貴洋籌設建校，並擔任籌備主任。
- 1965年，收購私立志誠中學為校址，以臺中市立第二中學（今雙十國中）分部名義，參加聯招，收新生六班，暫借北屯國小上課。隔年8月遷入原志誠中學校址，獨立設校為「臺中市立第六初級中學」，並訂11月28日為校慶日。
- 1968年，配合政府施行九年國民義務教育而改制更名為「臺中市立第六國民中學」。
- 1969年，成立「軍功分部」、臺中市立第六國民中學家長會。
- 1971年，更名為「臺中市立北新國民中學」。軍功分部則於1974年獨立為臺中市立東山國民中學（今東山高中），並與軍功國小合併為臺中市立東山國民中小學（1980年再分校）。
- 1981年，獲中央基層建設經費興建游泳池，並獲款興建活動中心。
- 1986年，成立特殊教育班。
- 1992年，成立臺中市立北新國民中學教育志工隊。
- 1993年，興建特教大樓及廚房，次年開辦學生午餐供應中心。
- 1996年，成立臺中市立北新國民中學教師會。
- 2007年11月，完成第一期校舍改建工程-躍起樓。第二期校舍改建工程（飛帆樓、中正樓、敬業樓、自強樓拆遷；老樹移植、中山樓整修和跑道工程）於2011年完成，並成立技藝專班、不分類資優資源班。2012年6月完成第三階段校舍改建工程，成立體育班。
- 2015年3月成立「臺中市立北新國中（市六中）校友會」。
- 2018年，完成中山樓及特教大樓、忠孝樓補強工程與樂群樓拆除工程。設立中山樓一樓「活水書堂」、二樓「藝文坊」，隔年4月設立「臺中市北新自造教育及科技中心」。[1]

## 歷任校長1964年－1971年：1971年－1981年
1. ：1981年－1986年
2. ：1986年－1990年12月
  1. 陳勝基：1990年12月－1991年7月31日（教務主任代理）
3. ：1991年8月1日－1995年7月31日：1995年8月1日－2002年7月31日
4. ：2002年8月1日－2008年7月31日
5. ：2008年8月1日－2009年7月31日
6. 朱慶璋：2009年8月1日－2011年7月31日
7. 徐吉春：2011年8月1日－2019年7月31日
8. 林慧娟：2019年8月1日－現任

## 象徵

### 校 　歌
作詞：周瑗、簡澄雄
作曲：簡澄雄

北新北新臺中之英，國民教育日新又新。
復興中華文化，發揚民族精神。
北新北新青年之英，培養人性啟發潛能。
健全身心手腦，陶冶德智體群美。
北新北新如日之升，北新北新國之干城。

### 校徽
以兩道放射圖形與圍繞「北新」二字的兩個圓弧組成。整體顏色的組合，天藍色代表光明、希望；黃色則象徵慈愛、責任。兩道放射圖形象徵學生對前途充滿希望、努力進取並迎向光明，而兩個圓弧象徵學校與家長、社區間充分溝通，共創美好的學習環境，培育出優秀的下一代。

### 學校願景
健康積極 探索成長
關懷服務 創新卓越

## 學區
- 松和里（第1－25鄰）
- 松安里
- 松茂里
- 松強里
- 松勇里
- 東光里（第6－7、9、12－13、16－19、21－22鄰）
- 仁美里（第8、17、19鄰）
- 舊社（第1－27、33鄰）
- 平昌里（第1－13、19鄰）
- 平田
- 平興
- 平順里
- 平心（第1、14鄰）

## 知名校友
- 蔡雅玲（前臺中市議員）[2]
- 劉香慈（著名藝人演員）
- 吳宇舒（知名主播）
- 荒山亮（著名藝人歌手）

## 外部連結
- 市立北新國中 （页面存档备份，存于）